# Agrius indica
Agrius indica är en fjärilsart som beskrevs av Skell. 1913. Agrius indica ingår i släktet Agrius och familjen svärmare. Inga underarter finns listade i Catalogue of Life.